# Lista de rios da Etiópia
O rio principal da Etiópia é o Nilo Azul, que vai desde o lago Tana até ao Nilo Branco. A seguir está uma lista de rios da Etiópia:

## A
- Rio Abay
- Rio Adabay
- Rio Akaki
- Rio Akobo
- Rio Alero
- Rio Angereb
- Rio Ataba
- Rio Ataye
- Rio Atbara
- Rio Awash
- Rio Awetu
- Rio Ayesha

## B
- Rio Balagas
- Rio Baro
- Rio Bashilo
- Rio Beles
- Rio Bilate
- Rio Birbir
- Rio Borkana

## C
- Rio Cheleleka

## D
- Rio Dabus
- Rio Dawa
- Rio Dechatu
- Rio Dembi
- Rio Denchya
- Rio Didessa
- Rio Dinder
- Rio Doha
- Rio Dukem
- Rio Durkham

## E
- Rio Erer

## F
- Rio Fafen

## G
- Rio Galetti
- Rio Ganale Dorya
- Rio Gebba
- Rio Germama
- Rio Gestro (Rio Weyib)
- Rio Gibe
- Rio Gilgel Gibe
- Rio Gilo
- Rio Gojeb
- Rio Gololcha
- Rio Guder
- Rio Gumara

## H
- Rio Hanger
- Rio Hawadi

## J
- Rio Jamma
- Rio Jerer
- Rio Jikawo
- Rio Juba

## K
- Rio Kabenna
- Rio Karsa
- Rio Katar
- Rio Keleta
- Rio Kibish
- Rio Kulfo

## L
- Rio Lagabora
- Rio Lesser Abay
- Rio Lesser Angereb
- Rio Logiya

## M
- Rio Mago
- Rio Magech
- Rio Mareb
- Rio Meki
- Rio Mena
- Rio Mille
- Rio Modjo
- Rio Mofar
- Rio Muger
- Rio Mui

## N
- Nilo Azul
- Rio Nilo
- Rio Neri

## O
- Rio Omo

## P
- Rio Pibor

## Q
- Rio Qechene

## R
- Rio Rahad
- Rio Reb
- Rio Robe

## S
- Rio Sagan
- Rio Shebelle
- Rio Shinfa
- Rio Sor

## T
- Rio Tekezé

## U
- Rio Usno
- Rio Ubbi Ubbi

## W
- Rio Wabe
- Rio Walaqa
- Rio Wajja
- Rio Wanchet
- Rio Wari
- Rio Weito
- Rio Weyib
- Rio Welmel